# Oberamt Mergentheim

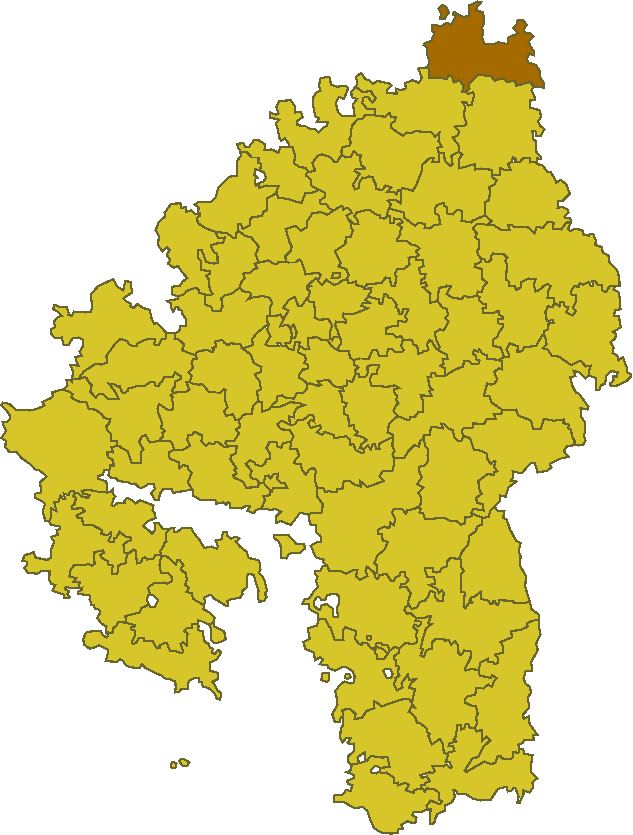
Karte der württembergischen Oberämter, Stand 1835, Oberamt Mergentheim hervorgehoben

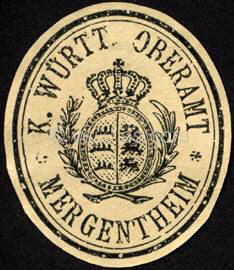
Briefsiegel des Oberamts Mergentheim

Das Oberamt Mergentheim war der nördlichste württembergische Verwaltungsbezirk, der 1934 in Kreis Mergentheim, 1938 in Landkreis Mergentheim umbenannt und dabei um einige Gemeinden des aufgelösten Kreises Gerabronn erweitert wurde. Für allgemeine Bemerkungen zu den württembergischen Oberämtern siehe Oberamt (Württemberg).

## Geschichte
Das Oberamt Mergentheim wurde 1809 ausschließlich aus neuwürttembergischen Gebieten gebildet, die dem Königreich größtenteils aufgrund der Rheinbundakte bzw. mit der Aufhebung des Deutschen Ordens zugefallen waren. Im folgenden Jahr kamen weitere Orte hinzu, als im Grenzvertrag zwischen Bayern und Württemberg die Staatsgrenze endgültig festgelegt wurde. Nachbarn des von 1818 bis 1924 dem Jagstkreis zugeordneten Bezirks waren die württembergischen Oberämter Gerabronn und Künzelsau, das Großherzogtum Baden und das Königreich Bayern. Exklaven bildeten die Gemeinde Deubach mit Hof Sailtheim sowie der Weiler Bowiesen. Edelfingen war bis 1846 badisch-württembergisches Kondominium.

### Ehemalige Herrschaften

Oberamt Mergentheim, Gebietsstand 1813, mit den früheren Herrschafts- und Ämtergrenzen
Legende

1813, nach Abschluss der Gebietsreform, setzte sich der Bezirk aus Bestandteilen zusammen, die im Jahr 1800 zu folgenden Herrschaften gehört hatten:
- Deutscher Orden, Tauberoberamt
  - Stadt Mergentheim, Residenz des Hoch- und Deutschmeisters;
  - Amt Neuhaus: Althausen, Apfelbach, Bernsfelden, Hagenhof, Harthausen, Igersheim, Markelsheim, Neuhaus, Neuses, Üttingshof;
  - Amt Wachbach: Dörtel, Hachtel, Igelstrut, Wachbach (gemeinsam mit den Herren von Adelsheim), Honsbronn (teilweise), Lillstadt, Lustbronn, Rengershausen, Rot, Schönbühl, Stuppach;
  - Amt Balbach: Bowiesen, Deubach, Edelfingen (gemeinsam mit Hatzfeld und Adelsheim), Holzbronn, Löffelstelzen, Neubronn, Reckerstal, Reisfeld, Sailtheim.
- Hochstift Würzburg
 Zum Amt Haltenbergstetten, das sich aus den bis 1794 an den Fürsten von Hatzfeld verliehenen Herrschaften Haltenbergstetten und Laudenbach zusammensetzte, gehörten Dunzendorf, Haagen, Laudenbach, Münster (teilweise), Neubronn, Oberndorf, Rinderfeld, Streichental, Vorbachzimmern (teilweise), Wermutshausen. Zum Amt Bütthard gehörte Neunkirchen (teilweise).
- Fürsten Hohenlohe
  - Hohenlohe-Öhringen: Weikersheim, Adolzhausen, Ebertsbronn (teilweise), Elpersheim, Herbsthausen, Honsbronn (teilweise), Münster (teilweise), Lochgarten, Nassau, Neunkirchen (teilweise), Niederhausen, Queckbronn, Schäftersheim, Vorbachzimmern (teilweise);
  - Hohenlohe-Bartenstein: Pfitzingen, Herrenzimmern und Rüsselhausen, Vorbachzimmern (teilweise).
- Preußen, Fürstentum Ansbach
  - Oberamt Creglingen: Creglingen, Archshofen (gemeinsam mit den Herren von Oetinger), Brauneck, Burgstall, Craintal, Ebertsbronn (teilweise), Erdbach, Frauenthal, Freudenbach, Fuchshof, Holdermühle, Lohnhof, Niederrimbach, Niedersteinach, Reinsbronn, Schirmbach, Schön, Standorf, Weidenhof.
- Reichsstadt Rothenburg: Blumweiler, Finsterlohr, Lichtel, Oberrimbach, Reutsachsen, Schmerbach, Schonach, Schwarzenbronn, Seldeneck, Weiler, Wolfsbuch.
- Kloster Schöntal: Simmringen.
- Reichsritterschaft
 Beim Kanton Odenwald der fränkischen Ritterschaft war, neben den bereits erwähnten Anteilen, die Herrschaft Waldmannshofen des Fürsten von Hatzfeld immatrikuliert.

## Gemeinden

### Einwohnerzahlen 1875
Folgende Gemeinden waren 1879 dem Oberamt Mergentheim unterstellt:
| Nr. | frühere Gemeinde | Einwohnerzahl 1875 | Einwohnerzahl 1875 | Einwohnerzahl 1875 | heutige Gemeinde  |
| --- | ---------------- | ------------------ | ------------------ | ------------------ | ----------------- |
| Nr. | frühere Gemeinde | evangelisch        | katholisch         | Israel.            | heutige Gemeinde  |
| 1   | Mergentheim      | 1347 sonst. 2      | 2465               | 207                | Bad Mergentheim   |
| 2   | Adolzhausen      | 322                | 8                  |                    | Niederstetten     |
| 3   | Althausen        | 454                | 78                 |                    | Bad Mergentheim   |
| 4   | Apfelbach        | 16                 | 448                |                    | Bad Mergentheim   |
| 5   | Archshofen       | 499                | 1                  | 117                | Creglingen        |
| 6   | Bernsfelden      | 4                  | 352                |                    | Igersheim         |
| 7   | Blumweiler       | 552                | 3                  |                    | Creglingen        |
| 8   | Crainthal        | 160                | 1                  |                    | Creglingen        |
| 9   | Creglingen       | 1151 sonst. 2      | 36                 | 118                | Creglingen        |
| 10  | Deubach          | 9                  | 187                |                    | Lauda-Königshofen |
| 11  | Edelfingen       | 927                | 94                 | 143                | Bad Mergentheim   |
| 12  | Elpersheim       | 825                |                    |                    | Weikersheim       |
| 13  | Finsterlohr      | 443                | 1                  |                    | Creglingen        |
| 14  | Frauenthal       | 301                | 4                  |                    | Creglingen        |
| 15  | Freudenbach      | 536                | 2                  |                    | Creglingen        |
| 16  | Haagen           | 8                  | 141                |                    | Weikersheim       |
| 17  | Hachtel          | 127                | 240                |                    | Bad Mergentheim   |
| 18  | Harthausen       |                    | 439                |                    | Igersheim         |
| 19  | Herbsthausen     | 225                | 28                 |                    | Bad Mergentheim   |
| 20  | Herrenzimmern    | 244                | 6                  |                    | Niederstetten     |
| 21  | Honsbronn        | 193                | 68                 |                    | Weikersheim       |
| 22  | Igersheim        | 3                  | 953                | 26                 | Igersheim         |
| 23  | Laudenbach       | 42                 | 841                | 114                | Weikersheim       |
| 24  | Löffelstelzen    |                    | 406                |                    | Bad Mergentheim   |
| 25  | Markelsheim      | 11                 | 1345               | 68                 | Bad Mergentheim   |
| 26  | Münster          | 510                |                    |                    | Creglingen        |
| 27  | Nassau           | 647                | 3                  |                    | Weikersheim       |
| 28  | Neubronn         | 382                | 16                 |                    | Weikersheim       |
| 29  | Neunkirchen      | 273                | 85                 | 21                 | Bad Mergentheim   |
| 30  | Neuseß 1         |                    | 269                |                    | Igersheim         |
| 31  | Nieder-Rimbach   | 386                | 2                  |                    | Creglingen        |
| 32  | Ober-Rimbach     | 346                | 2                  |                    | Creglingen        |
| 33  | Pfitzingen       | 282                | 2                  |                    | Niederstetten     |
| 34  | Queckbronn       | 199                |                    |                    | Weikersheim       |
| 35  | Reinsbronn       | 571                | 3                  |                    | Creglingen        |
| 36  | Rengershausen    | 13                 | 497                |                    | Bad Mergentheim   |
| 37  | Rinderfeld       | 498                | 1                  |                    | Niederstetten     |
| 38  | Roth             | 81                 | 382                |                    | Bad Mergentheim   |
| 39  | Rüsselhausen     | 222                | 1                  |                    | Niederstetten     |
| 40  | Schäftersheim    | 556                | 15                 |                    | Weikersheim       |
| 41  | Schmerbach       | 296                |                    | 1                  | Creglingen        |
| 42  | Simmringen       |                    | 122                |                    | Igersheim         |
| 43  | Stuppach         | 14                 | 660                |                    | Bad Mergentheim   |
| 44  | Vorbachzimmern   | 687                | 7                  |                    | Niederstetten     |
| 45  | Wachbach         | 610                | 296                | 78                 | Bad Mergentheim   |
| 46  | Waldmannshofen   | 450 sonst. 14      | 4                  | 6                  | Creglingen        |
| 47  | Weikersheim      | 1609 sonst. 1      | 48                 | 72                 | Weikersheim       |
| 48  | Wermutshausen    | 424                | 3                  |                    | Niederstetten     |
|     | Summe            | 17455 sonst. 19    | 10565              | 971                |                   |

### Änderungen im Gemeindebestand seit 1813

Gemeinden und Markungen um 1860

Nachdem die Verfassung von 1819 die Grundlage für die kommunale Selbstverwaltung bereitet hatte, konstituierten sich aus den „Schultheißereien“ die Gemeinden im modernen Sinne. Bis 1828 erlangten Haagen, Hachtel und Honsbronn die Selbständigkeit, 1829–30 folgten Craintal, Herrenzimmern und Rüsselhausen.
1846 trat ein drei Jahre zuvor zwischen Baden und Württemberg geschlossener Staatsvertrag in Kraft. Württemberg erhielt den badischen Herrschaftsanteil (1/8) an Edelfingen, außerdem die ungeteilte Hoheit über die Markung Rittershof (Gemeinde Harthausen).
1851 wurde Schmerbach von Oberrimbach getrennt und zur selbständigen Gemeinde erhoben.
1864 trat Württemberg per Staatsvertrag einen Gebietsstreifen entlang der Tauber an Bayern ab. Dies betraf die Gemeinden Blumweiler und Finsterlohr.

## Amtsvorsteher
Die Oberamtmänner des Oberamts Mergentheim von 1809 bis 1938:
- 1809–1811: Wilhelm Friedrich Maximilian Philipp Kuhn
- 1811–1817: August von Fischer
- 1817–1819: Friedrich Ovelog (Amtsverweser)
- 1819–1824: Kajetan Tautphoeus
- 1825–1831: Friedrich Stroelin
- 1831–1846: Joseph Christian Schliz
- 1847–1857: Carl Friedrich von Haas
- 1857–1873: Friedrich Gustav Höchstetter
- 1873–1882: Josef Schweizer
- 1882–1887: Eduard Sprandl
- 1887–1889: Georg Maginot
- 1889–1895: Franz Ruisinger
- 1895–1900: Albert Steiff
- 1900–1905: Wilhelm Häffner
- 1905–1912: Karl Mögling
- 1912–1918: Wilhelm Ekert
- 1919–1928: Friedrich Schlör
- 1929–1934: Friedrich Geißler
- 1934–1945: Fritz Wanner